# Delias aurantia
Delias aurantia is een vlindersoort uit de familie van de Pieridae (witjes), onderfamilie Pierinae.
Delias aurantia werd in 1891 beschreven door Doherty.